# Агнес фон Лимбург-Щирум
Агнес фон Лимбург-Щирум (на немски: Agnes von Limburg-Bronkhorst-Styrum, Agnes von Limburg-Styrum; * 18 септември 1564, кастел Вилденборх, Бронкхорст; † 2 януари 1645, Фреден) е графиня на Лимбург-Щирум и абатиса на манастирите Елтен, Фреден, Боргхорст и Фрекенхорст.

## Живот
Тя е дъщеря на граф Херман Георг фон Лимбург-Щирум († 1574) и съпругата му графиня Мария фон Хоя († 1612), дъщеря на граф Йобст II фон Хоя и Анна фон Глайхен.
Като млада Агнес влиза в манастир Елтен. През 1596 г. става пропст във Фреден. През 1603 г. е абатиса в Елтен, по-късно и на манастирите Фреден, Боргхорст и от 1614 г. във Фрекенхорст. Тя резидира най-вече във Фреден.
Агнес фон Лимбург-Щирум въвежда във всички манастири реформи и строи нови сгради. През 1619 г. тя дарява във Фреден платното Vredener Hungertuch.
Погребана е в църквата на манастир Фреден.